# Aleksandr Krasnov (astrónomo)
Aleksandr Vasílievich Krasnov (en ruso: Александр Васильевич Краснов) (1866-1911)  fue un astrónomo ruso, profesor de la cátedra de astronomía y geodesia de la Universidad de Varsovia.

## Biografía
Krasnov estudió en el instituto Alexandr de Volgogrado, pasando a continuación a la Universidad de Kazán, donde se graduó en 1892, inicio de su carrera académica. En 1893 viajó a Gotinga (donde conoció al profesor W. Schur) y a París (estableciendo contactos con F. Tisserand y con H. Poincaré en La Sorbona, y con M. Lévy en el Collège de France). A partir de junio de 1894, compaginó su trabajo de astrónomo observador con actividad como docente privado. En 1895 obtuvo su maestría en astronomía por su trabajo sobre la física de la libración de la luna con un heliómetro Repsold. 
Como observador astronómico, su trabajo se centró en las estrellas binarias, los planetas gigantes y el asteroide (247) Eukrate. También llevó a cabo una serie de trabajos sobre la gravedad terrestre. Junto con su maestro Dmitri Dubiago, Krasnov realizó la observación del eclipse solar del 28 de julio de 1896 en Nueva Zembla. Así mismo, calculó las latitudes y la hora exacta en el Monasterio de Solovetsky, en Veliki Ústiug, en Vólogda y en Moscú. Entre 1895 y 1898 realizó 112 mediciones del cráter lunar Мostig A, utilizado como base de referencia del sistema de coordenadas selenográficas.
En 1898 recibió una oferta para trabajar como profesor de astronomía en Varsovia, donde también pasó a formar parte del personal del Observatorio Astronómico.

## Obras
- Una forma de obtener las ecuaciones integrales Jacobianas del movimiento de la luna, "Actas de la Sociedad de Astronomía" "Universidad de Kazán", Número X.
- Teoría de las desigualdades solares en el movimiento de la luna "Noticias Kazán. Sci. Tot." 1895 Tesis de Maestría, galardonada por La Sociedad de Astronomía Rusa.
- La aplicación del método de Jacobi a la consideración de la órbita geocéntrica de la luna, "Univ. de Matemáticas de Varsovia" 1899. Tesis doctoral.
- Curva apsidiana y soluciones especiales diff. Ecuación geocéntrica de la órbita de la luna 1900, "Univ. de Matemáticas de Varsovia".
- Ueber singulare Auflösungen der Diff.-Gleichung der geocentr. Mondhahn, "Astron. Nachrichten", 3773.
- Die der Herleitung Ueber Hill'schen Lösung für die Mondbewegung unmittelbar aus der Jacobi'schen Gleichung, "Astron. Nachrichten", ed. 170.
- Notas acerca de la órbita intermedia de la luna, "Astron. Nachrichten", vols. 146, 148.
- Determinación de la gravedad para astronómía. Observatorio Universidad de Kazán, "Actas del Observatorio.", № IX.
- Definiciones de la gravedad en el norte de Rusia, en "Bericht über relativa Schweremessungen" de Helmert , Leyden, 1901.
- Resúmenes de las lecturas públicas de astronomía, "Math. Kazán. Sci. 1895 Tot".
- Reforma de la astronomía planetaria copernicana, "Actas de Varsovia. Congreso de Profesores de Matemáticas y Física" de 1902.

## Eponimia
- El cráter lunar Krasnov lleva este nombre en su memoria.